# Illice citrina
Illice citrina là một loài bướm đêm thuộc phân họ Arctiinae, họ Erebidae.